# Радзовце
Радзовце (словац. Radzovce) — село, громада округу Лученець, Банськобистрицький край, центральна Словаччина, регіон Новоград. Кадастрова площа громади — 18,79 км².
Населення 1552 особи (станом на 31 грудня 2017 року).

## Історія
Радзовце згадується в 1246 році.

## Населення
| Рік:            | 1994. | 2004.   | 2014.   | 2024.   |
| --------------- | ----- | ------- | ------- | ------- |
| Кількість осіб: | 1620  | 1601    | 1553    | 1557    |
| Різниця:        |       | -1,17 % | -2,99 % | +0,25 % |

| Рік:            | 2023. | 2024.   |
| --------------- | ----- | ------- |
| Кількість осіб: | 1548  | 1557    |
| Різниця:        |       | +0,58 % |